# ویلهلم شپمان
ویلهلم شپمان (به آلمانی: Wilhelm Schepmann) (زاده ۱۷ ژوئن ۱۸۹۴ _ مرگ ۲۶ ژوئیه ۱۹۷۰ )یک سیاستمدار آلمانی و از سال ۱۹۴۳ تا سال ۱۹۴۵ رئیس اس آ بود.